# Le Départ des poilus, août 1914

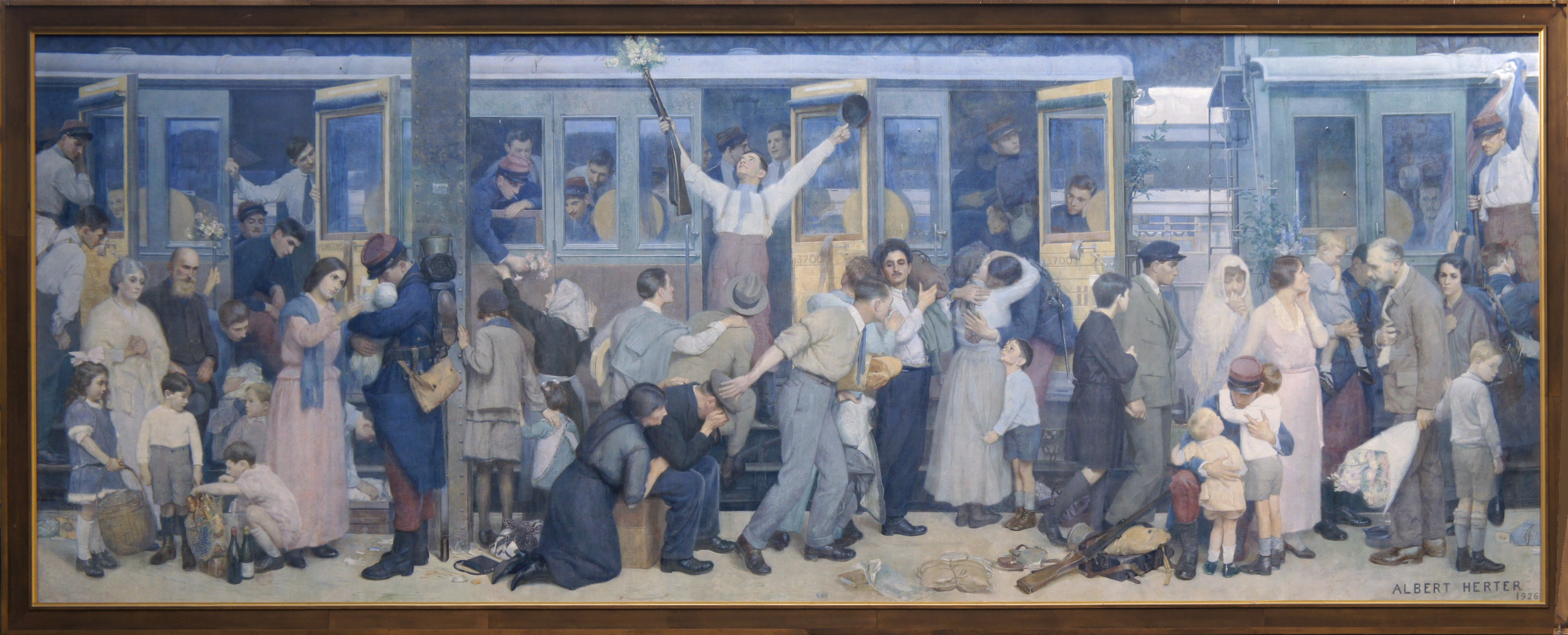
Le Départ des poilus, août 1914

Le Départ des poilus, août 1914 est une fresque murale monumentale peinte par l'artiste américain Albert Herter. Le tableau mesure 12 mètres de large pour 5 de haut et est exposé à la Gare de l'Est à Paris, où il est suspendu à environ  de hauteur sur un mur du Hall d'Alsace.
L'œuvre de Herter a été réalisée comme un hommage à la mémoire de son fils aîné Everit, lui aussi peintre, qui s'est porté volontaire pour s'engager dans l'armée américaine en Septembre 1917, juste quelques mois après que les Etats-Unis aient pris part à la Première Guerre mondiale. Everit Herter a rejoint la Section de Camouflage (American Camouflage Corps en anglais) du Corps des Ingénieurs de l'armée américaine. Le sergent Herter est tué en juin 1918 près de Château-Thierry dans l'Aisne, alors qu'il sert en France avec le Corps expéditionnaire américain, et est enterré au cimetière américain d'Aisne-Marne. Il avait passé du temps en Europe avec ses parents avant la guerre, notamment pendant une période d'études dans un lycée en France.
Herter canalise le chagrin de son deuil dans son œuvre murale, qui dépeint de nombreux poilus (soldats d'infanterie français) qui s'apprêtent à partir pour le front. Plus de 3 millions de citoyens français furent mobilisés durant l'été de 1914, et un grand nombre d'entre eux partit de ce Hall de la Gare de l'Est 
La moitié supérieure de la fresque montre des jeunes hommes en uniforme, dans le train, attendant son départ. l'un d'entre eux, tout à droite, porte le drapeau tricolore français. Le personnage au centre, qui brandit au dessus de sa tête sa casquette d'une main et un fusil dans le canon duquel a été placé un bouquet de fleurs de l'autre, est un portrait d'Everit. La moitié inférieure dépeint des hommes, femmes et enfants faisant leurs adieux aux soldats. L'homme tout à droite de la peinture murale tenant un bouquet de fleurs est un autoportrait de l'artiste. la femme en blanc tout à gauche de l'œuvre a les traits de la femme du peintre, Adèle, née McGinnis.
La peinture murale a été réalisée entre 1925 et 1926 au Château de Versailles .Herter fit donation de la fresque au peuple français et elle fut révélée et inaugurée dans le Hall des départs de la gare de l'Est le 8 juin 1926, en présence de l'ancien commandant en chef français, le maréchal Joffre, du ministre français de la Guerre et ancien Premier ministre Paul Painlevé, du ministre des Arts Anatole de Monzie et de l' ambassadeur des États-Unis en France Myron T. Herrick. Lors cette même cérémonie, Herter reçut de la Légion d'honneur.
Le Tableau fut retiré de son emplacement de la Gare de l'Est en 1948, pour être restaurée et nettoyée de la saleté accumulée durant deux décennies par la fumée des trains à vapeur. Elle fut réinstallée en 1964, mais fut à nouveau retirée en 2006 pour permettre l'adaptation de la gare au TGV Est. Après restauration, il a été réinstallé début 2008 dans la Halle d'Alsace.

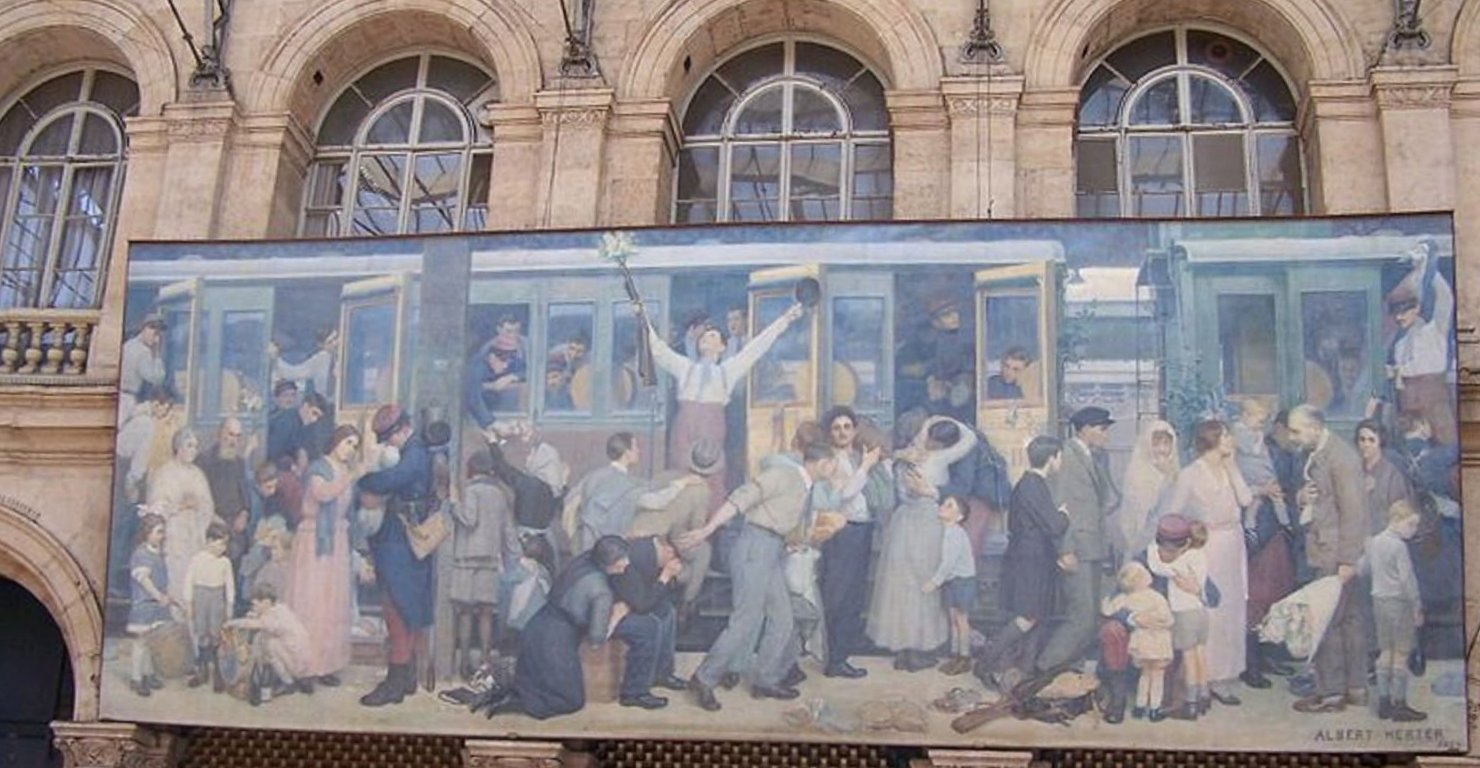
Le tableau en 2008
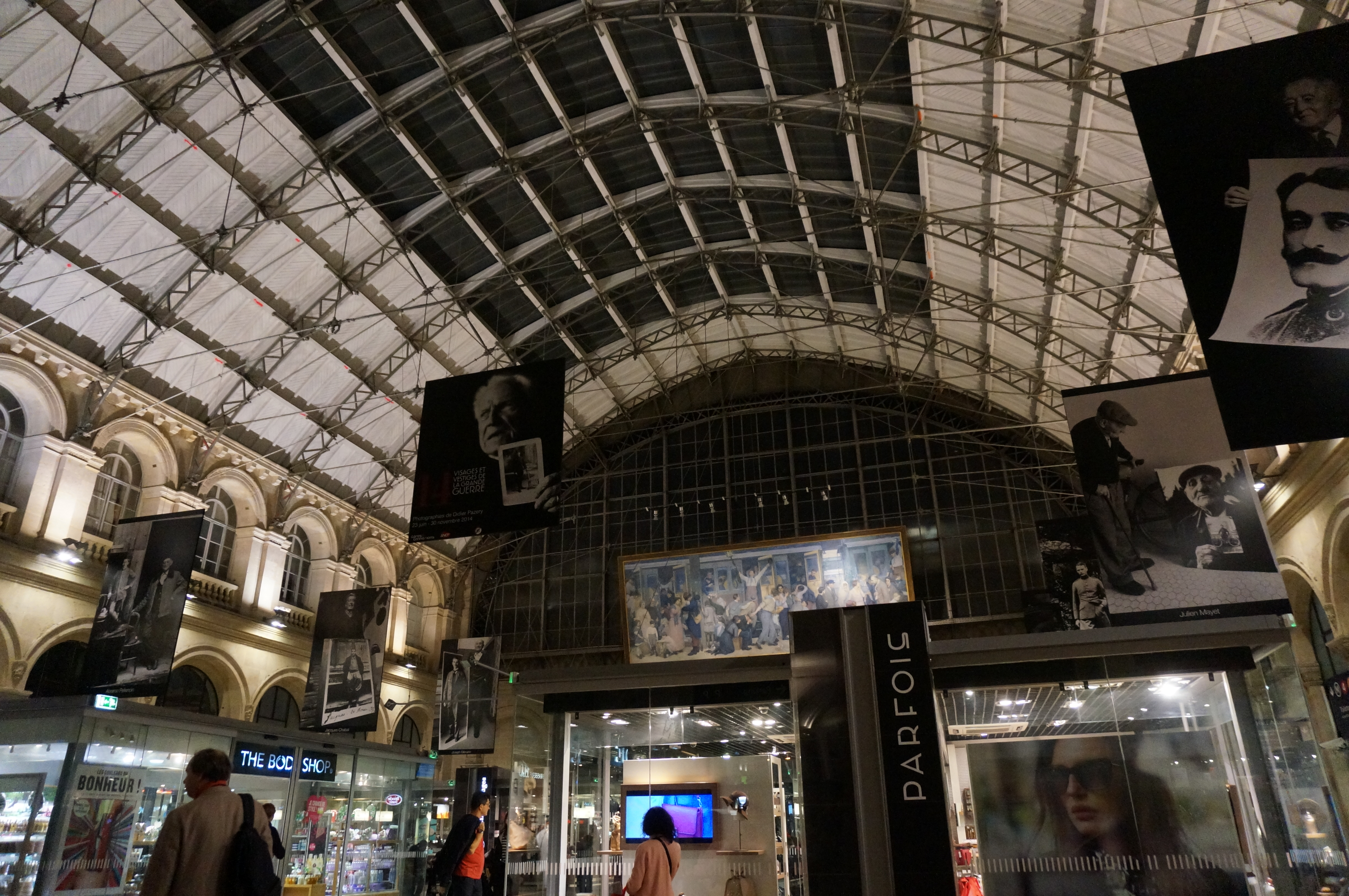
Le tableau de la gare de l'Est en 2014
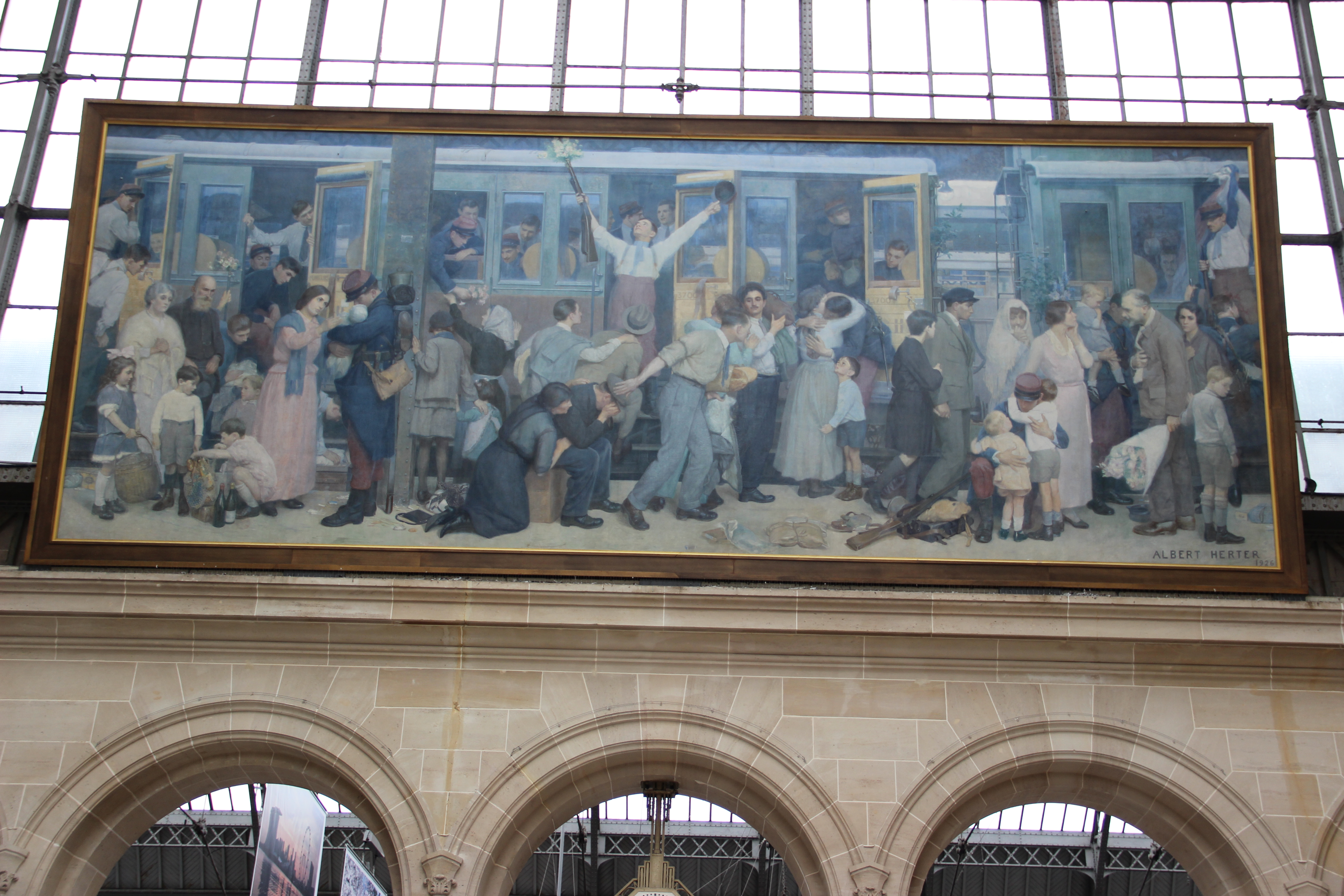
Le tableau en 2015